# Windows Vista
Windows Vista je linija grafičkih operativnih sustava napravljenih za PC, uključujući obiteljske (kućne), poslovne verzije, Tablet PC verzije, i verzije za Media Center računala. Prije Vistine najave 22. srpnja 2005., Windows Vista je bila poznata pod svojim kodnim imenom "Longhorn". Izrada je završena 8. studenog 2006.; sljedeća tri mjeseca isporučivana je proizvođačima hardvera i softvera, poslovnim korisnicima i prodajnim kanalima. 30. siječnja 2007. izdana je svim običnim korisnicima i omogućeno je kupovanje Viste preko Microsoftove web-stranice. Izrada Windows Viste odužila se na više od pet godina poslije izdavanja njegovog prethodnika, Windows XP-a, te je upravo tih pet godina postalo najduže razdoblje između dvije verzije Windowsa.
Windows Vista sadržava stotine novih značajki; neke od najvećih su unaprijeđeno grafičko korisničko sučelje poznato pod nazivom Windows Aero, unaprijeđena tražilica, novi multimedijski alati kao Windows DVD Maker i kompletno redizajnirane mrežne, audio, printerske, i grafičke podsustave. Vista pokušava povećati nivo komunikacije između uređaja na kućnoj mreži koristeći peer-to-peer tehnologiju, te omogućava lakšu razmjenu datoteka između računala i uređaja. Za programere Vista uključuje verziju 3.0 .NET Frameworka, koja programerima omogućava lakšu izradu visokokvalitetnih aplikacija.
Microsoftovi prvi planovi za Windows Vistu bili su povećanje sigurnosti u Windows operativnom sustavu.
Windows Vista je bila pogođena s mnogo negativnih komentara i kritika. Uglavnom se kritiziralo ograničenje kopiranja zaštićenih digitalnih sadržaja i korisnost novih značajki sustava kao što je User Account Control.

## Izrada
Microsoft je počeo planirati Vistu ("Longhorn") 2001. godine, odmah nakon izlaska XP-a. Bio je očekivan krajem 2003. kao korak između Windows XP-a i "Blackcomba" (sada znanog pod imenom Windows 7). "Longhorn" je trebao uključiti mnogo novih značajki i tehnologija planiranih za "Blackcomb". Originalni "Longhorn", zasnovan na XP-ovom izvornom kodu je odbačen i krenulo se otpočetka, izradom na bazi sustava Windows Server 2003. Neki najavljeni noviteti kao što je WinFS su odbačeni ili odgođeni.
Razvoj Windows Viste započeo je ubrzo nakon izlaska Windows XP-a 2001. godine. Sustav je izvorno bio poznat pod kodnim imenom Longhorn i isprva zamišljen kao manja nadogradnja XP-a, no tijekom godina razvio se u ambiciozan i zaseban projekt.

### Pre-reset Longhorn buildovi
| Build | Datum           | Faza                 | Ključne novosti                                       | Izvori   |
| ----- | --------------- | -------------------- | ----------------------------------------------------- | -------- |
| 3683  | 23. rujna 2002. | Milestone 3          | Prvi poznati build s DCE, Plex temom, Sidebar         | BetaWiki |
| 4008  | veljača 2003.   | Milestone 4          | Novi Installer, Plex tema, početak DWM razvoja        | BetaWiki |
| 4015  | ožujak 2003.    | Milestone 5          | Librarie, roditeljski nadzor, eksperimentalni Sidebar | BetaWiki |
| 4039  | kolovoz 2003.   | Milestone 6          | Aero Glass, DWM, Phodeo, Slate tema                   | BetaWiki |
| 4074  | svibanj 2004.   | Milestone 7 (WinHEC) | WinFS, novi Control Panel, Sidebar                    | BetaWiki |
| 4093  | kolovoz 2004.   | Pre-reset            | Movie Maker, Avalon, eksperimentalni .NET shell       | BetaWiki |

### Post-reset Vista buildovi
| Build | Datum          | Status                   | Ključne značajke                                  | Izvori   |
| ----- | -------------- | ------------------------ | ------------------------------------------------- | -------- |
| 5048  | travanj 2005.  | WinHEC Developer Preview | Aero stil, nova ikonska shema, DWM (skriven)      | BetaWiki |
| 5112  | srpanj 2005.   | Beta 1                   | Redizajniran Explorer, User Account Control (UAC) | BetaWiki |
| 5219  | rujan 2005.    | CTP                      | Novi Start meni, Windows Sidebar, Sync Center     | BetaWiki |
| 5259  | prosinac 2005. | December CTP             | UAC poboljšanja, novi Network Center              | BetaWiki |
| 6000  | studeni 2006.  | RTM                      | Konačna verzija Viste, Aero, UAC, WMP 11          | BetaWiki |

## Napomene
- Buildovi prije 4093 smatraju se dijelom tzv. pre-reset Longhorna.
- Reset projekta se dogodio u kolovozu 2004., kada je razvoj krenuo iz temelja na kodnoj osnovi Windows Server 2003.
- Informacije su preuzete s BetaWiki i Microsoft Build zapisa.

## Vanjske poveznice
- BetaWiki – Longhorn & Vista build lista
- Wikipedia – Razvoj Windows Viste

## Nove ili unaprijeđene značajke
- Windows Aero: Novo grafičko korisničko sučelje koje koristi hardverske mogućnosti računala, nazvano Windows Aero  – skraćenica za: autentično, energično, reflektivno, otvoreno (Authentic, Energetic, Reflective, and Open). Novo sučelje je jasnije i oku ugodnije nego što su bila prijašnja sučelja. Sučelje uključuje prozirnost, sličice uživo (live thumbnails), ikone uživo (live icons) te animacije. Windows Aero sučelje nije dostupno u izdanju Windows Vista Starter.
- Windows Shell: Novi Windows shell (ljuska) je drugačija nego ona u XP-u. Omogućava nove načine organizacije, navigacije, i mogućnosti traženja. Windows Explorerova Traka sa zadacima(task panel) je uklonjena, a opcije s te trake uključene u novi toolbar. "Favorite links" traka je dodana, a ona omgućava prečice do određenih mapa sa samo jednim klikom. Adresna traka je zamijenjena s novim breadcrumb navigacijskim sustavom. Traka pregleda(The preview panel) dopušta korisnicima da vide umanjenu sličicu (thumbnail) datoteka i sadržaj dokumenata. Start meni je isto promijenjen; nema više zbunjujućih izbornika i podizbornika u navigaciji programima. Riječ "Start" zamijenjena je plavim Windows Orb-om (drugi naziv: "Pearl").
- Brza pretraga (Instant Search): Vista je uvela novi način pretrage nazvan Brza pretraga koja je puno brža i bazirana na sadržaju.
- Windows Sidebar: Prozirna traka "zakačena" na jednu od strana ekrana (lijeva ili desna) koja omogućuje korisniku da na nju postavi Desktop Gadgete, male aplikacije namijenjene informiranju (npr. sportski rezultati, vrijeme). Gadgeti mogu biti postavljeni na bilo koji dio radne površine.
- Windows Internet Explorer 7: Novo sučelje, kartice (više stranica u jednom prozoru), RSS, polje za pretraživanje, unaprijeđeni ispis, zumiranje stranica, Quick Tabs (sličice svih otvorenih kartica), Anti-Phishing filter, IDN podrška, poboljšana podrška web-strandarda. IE7 u Visti pokreće se u izolacijskom načinu.
- Windows Media Player 11: Nova verzija Microsoftovog programa za reprodukciju i organizaciju glazbe i videa. Značajke ove verzije su brza tražilica, novi sučelje za biblioteku medija, mogućnost prikazivanja fotografija i njihove organizacije, mogućnost dijeljenja glazbe preko mreže s drugim Vista računalima, mogućnost integracije sa Xbox 360 konzolom, i podrška za ostale Media Center Produžetke (Extenders).
- Backup and Restore Center: Uključuje aplikacije za sigurnosne kopije i povratak sustava koja daje korisnicima mogućnost namještanja automatskog periodičkog kreiranja sigurnosnih kopija datoteka na računalu, a tu je i mogućnost povratka stanja računala iz prijašnjih sistemskih kopija. Sigurnosne kopije nisu kompletne, spremaju samo promjene datoteka od prošle verzije, a to štedi prostor na tvrdom disku. Postoji i mogućnost sigurnosne kopije cijelog PC-a (Complete PC Backup) (dostupno samo u Ultimate, Business i Enterprise verzijama) koja kopira cijeli sadržaj računala na drugi tvrdi disk ili DVD. Ovo se može upotrijebiti za vraćanje kompletnog računala nakon formatiranja, kvara računala, a možete cijelu sliku sustava prenijeti i na drugo računalo.
- Windows Mail: Zamjena za Outlook Express koja uključuje novi način pohrane e-mailova i uključeno Brzo pretraživanje.
- Windows Calendar je novi kalendar (sličan onome iz Microsoft Outlooka, te Appleovoj aplikaciji iCal)
- Windows Photo Gallery: Alat za upravljanje i organiziranje slika i videa. Windows Photo Gallery može slike preuzeti s digitalnog fotoaparata, postoji mogućnost označavanja i ocjenjivanja datoteka, podešenja i uređivanja slika. Slike se mogu prikazati u slideshowu, a oni se mogu kopirati na DVDe.
- Windows DVD Maker: Program koji daje mogućnost izrade video DVDova zasnovanih na korisničkom sadržaju. Korisnici mogu kreirati DVD s naslovima, menijima, videom, pozadinskom glazbom, a mogu i napraviti slikovni slideshow u nekoliko minuta.
- Windows Media Center: Program koji je bio dostupan u Media Center inačicama Windowsa XP sada je uključen u Home Premium i Ultimate verziju Viste.
- Igre i Games Explorer: Igre uključene u Vistu promijenjene su da bi se prikazale grafičke mogućnosti Viste. Nove igre su Chess Titans, Mahjong Titans i Purble Place. Novi program Games Explorer prikazuje prečice i informacije o svim igrama instaliranim na računalu.
- Windows Mobility Center je upravljačka ploča koja na jednom mjestu nudi informacije važne za prijenosna računala(svjetlina, zvuk, stanje baterije, bežičnu mrežu, itd.).
- Windows Meeting Space zamjenjuje NetMeeting. Korisnici mogu dijeliti aplikacije (ili njihovu cijelu radnu površinu) wsa korisnicima u lokalnoj mjreži, preko interneta koristeći peer-to-peer tehnologiju.
- Shadow Copy automatski kreira dnevne kopije datoteka i mapa. Ova mogućnost dostupna je u Business, Enterprise i Ultimate verzijama Windows Viste, a preuzeta je iz Windows Server 2003 operativnog sustava.
- Windows Update: Alat za provjeravanje i upravljanje ažuriranjima (updateovima). Alat omogućuje provjeru updatea iz Upravljačke ploče, kroz Windowsovo sučelje, a ne preko weba kako je bilo u prijašnjim inačicama Windowsa.
- Parental controls: Dopušta administratorima kontrolu web-stranica, programa i igara koje standardni korisnik može koristiti i instalirati. Mogućnost postoji samo u Home Premium i Ultimate verzijama Viste.
- Glasovno upravljanje (Speech recognition) je ugrađeno u Vistu. Sadrži redizajnirano korisničko sučelje. Za razliku od Office 2003 glasovnog upravljanja koje je podržavalo samo Notepad i Wordpad, ovo podržava skoro sve aplikacije instalirane na Vistu. Dostupno je u nekoliko jezika: Britanskom i američkom engleskom, španjolskom, francuskom, njemačkom, kineskom(Tradicionalnom i pojednostavljenom), te u japanskom.
- Novi fontovi, uključujući nekoliko dizajniranih za čitanje s zaslona, i unaprijeđeni kineski (Yahei, JhengHei), japanski (Meiryo) i korejski (Malgun) fontovi. ClearType je poboljšan i automatski je uključen.
- Problem Reports and Solutions: Program u kojem korisnici vide sve poslane probleme i moguća rješenja za sistemske greške.
- Poboljšana kontrola zvuka dopušta korisnicima podešavanje zvuka za svaku apliaciju odvojeno. Dostupne su i nove funkcionalnosti kao Room Correction, upravljanje basom, itd.
- Podaci o performansama (System Performance Assessment) je alat za ocjenu sustava. Softver kao što su igre mogu primati ove informacije i prilagođavati se računalu da bi poboljšale svoje performanse. Alat testira procesor, RAM, 2-D and 3-D grafiku, memoriju grafičke kartice i kapacitet tvrdog diska.
- Windows Ultimate Extras: Ultimate verzija Viste dopušta pristup dodatnim igrama i alatima, dostupnima kroz Windows Update. Ovo zamjenjuje program Microsoft Plus!.
- Ugrađeni alat za uravljanje particijama (Built-in hard drive partition management): Alat koji omogućava upravljanje particijama, uključujući smanjivanje, povećavanje, stvaranje i formatiranje particija.

## Izdanja
26. veljače 2006. godine, tvrtka Microsoft objavila je da će se na tržištu pojaviti čak šest verzija ovog operativnog sustava. Objavljeno je i to da će sve verzije biti dostupne i za 32-bitne procesore i za 64-bitne procesore. Imena verzija su:
- Windows Vista Starter
- Windows Vista Home Basic
- Windows Vista Home Premium
- Windows Vista Business
- Windows Vista Enterprise
- Windows Vista Ultimate

Dostupne su i verzije specijalno namijenjene europskom tržištu: Vista Home Basic N i Vista Business N. Ove verzije se prodaju bez Windows Media Playera zbog žalbe Europske unije protiv Microsofta.

## Teme
Windows Aero

Glavna Vistina tema napravljena je na novom kompozicijskom engineu nazvanom Desktop Window Manager. Windows Aero uvodi podršku za 3D grafiku (Windows Flip 3D), efekte poluprozirnosti (Glass), sličice uživo (live thumbnails, animacije prozora. Pokreće se na grafičkim karticama s 128 MB radne memorije, DirectX 9 podrškom, te Pixel Shaderima 2.0. Nije uključen u Starter i Home Basic verzije.
Windows Vista Standard

Ovo je posebna verzija Aera bez efekta stakla, animacija prozora i ostalih naprednih grafičkih mogućnosti kao što je Windows Flip 3D. Baš kao i Windows Aero koristi Desktop Window Manager, a ima iste zahtjeve kao i Windows Aero. Ovo je glavna tema za Windows Vista Home Basic verziju. Starter verzija nema ovu temu.
Windows Vista Basic

Tema slična XP-ovoj temi, a dodane su animacije kao ona u progress baru. Ne koristi Desktop Window Manager; nema prozirnosti, animacija prozora, Windows Flip 3D-a ili neke druge DWM funkcije.
Windows Classic

Tema slična onoj u sustavima Windows 98, Windows 2000, te onoj u Windows Server 2003.

## Kritike
Driveri
Windows Vista dopušta instalaciju samo u Microsoftu službeno registriranih drivera. Kako je za tu registraciju Microsoft zahtijevao novac mnoge kompanije su odbile poslati drivere za računalne komponente tako da nisu dobile od Viste traženi WHQL potpis. Teoretski je bilo moguće instalirati komponente bez od Microsofta ovjerenih drivera, ali u stvarnosti za to je bilo potrebno opširnije računalno znanje. Početkom svibnja 2008. i sam Microsoft je priznao da su postojali veliki problemi po pitanju drivera, ali da su oni na kraju ipak riješeni.
- Sustav je bio kritiziran zbog visokih hardverskih zahtjeva, posebice za Aero sučelje.
- Brojni korisnici prijavili su probleme s kompatibilnošću starijeg hardvera i aplikacija.[5]
- Funkcionalnosti kao što su WinFS, NGSCB i drugi koncepti najavljeni u ranoj fazi razvoja su izbačeni.[nedostaje izvor]

## Sistemski zahtjevi
|                        | Vista Capable     | Vista Premium Ready                                                                                          |
| ---------------------- | ----------------- | --- |
| procesor               | 800 MHz           | 1.0 GHz |
| Memorija               | 512 MB RAM        | 1 GB RAM |
| Grafička kartica       | DirectX 9 podrška | DirectX 9 podrška, Pixel Shader v2.0 and WDDM 1.0 podrška                                                    |
| Grafička memorija      | -                 | 128 MB RAM podržava do 2,756,000 piksela (1920 × 1200) a kartice s 512 MB i više za rezolucije kao 2560x1600 |
| Kapacitet tvrdog diska | 20 GB             | 40 GB |
| Slobodni prostor       | 15 GB             | 15 GB |
| Drugi uređaji          | CD-ROM            | DVD-ROM |

## Vanjske poveznice
- Microsoft Windows Vista(hrv.) — Microsoft Windows Vista web stranica
- Microsoft Windows Vista Info o nadogradnji(hrv.) — Windows Vista nadogradnja
- Savjetnik za ažuiranje(hrv.)-Odabire verziju Viste koja je najbolja za vaše računalo
- Pogledajte Windows Vista(hrv.) — Službena stranica s informacijama o Windows Visti